# Anolis maculigula
Anolis maculigula – gatunek jaszczurki z rodziny Anolidae. Jest endemitem Kolumbii.

## Systematyka
A. maculigula zalicza się do rodzaju Anolis, klasyfikowanego obecnie w monotypowej rodzinie Anolidae. W przeszłości rodzaj ten zaliczany był do licznej w gatunki rodziny legwanowatych (Iguanidae).

## Rozmieszczenie geograficzne
Jaszczurka ta żyje w zachodniej Kolumbii na terenie trzech departamentów Antioquia, Chocó i Risaralda, co pod względem ukształtowania terenu oznacza zachodnie i północne stoki Kordyliery Środkowej oraz zachodnie stoki Kordyliery Zachodniej. Zasięg występowania szacowany jest na około 29 tysięcy km². Gad ten występuje w przedziale wysokości 200–1200 m n.p.m.
Zasiedla on głównie nizinne lasy galeriowe, gdzie prowadzi po części wodny tryb życia. Spotyka się go najczęściej w grupach liczących od 6 do 10 osobników obu płci łącznie z osobnikami niedojrzałymi na mierzących od 3 do 4 m porośniętych mchami głazach położonych w bliskości wodospadów.